# Sharon R. Long
Sharon Rugel Long (nacida el 2 de marzo de 1951) es una bióloga vegetal estadounidense. Es catedrática Steere-Pfizer de Ciencias Biológicas en el Departamento de Biología de la Universidad de Stanford e investigadora principal del Laboratorio Long de Stanford.
Long estudia la simbiosis entre bacterias y plantas, en particular la relación de las bacterias fijadoras de nitrógeno con las leguminosas. Su trabajo tiene aplicaciones para la conservación de energía y la agricultura sostenible.Recibió la beca de la Fundación MacArthur en 1992, y se convirtió en miembro de la Academia Nacional de Ciencias en 1993.

## Primeros años y educación
Sharon Rugel Long nació el 2 de marzo de 1951 y es hija de Harold Eugene y Florence Jean (Rugel) Long. Estudió en el instituto George Washington de Denver (Colorado). Long pasó un año en el Harvey Mudd College antes de convertirse en una de las primeras mujeres en asistir a Caltech en septiembre de 1970. Realizó una doble licenciatura en bioquímica y literatura francesa en el Programa de Estudios Independientes, y obtuvo su licenciatura en 1973.
Long estudió bioquímica y genética en Yale y se doctoró en 1979. Comenzó a investigar sobre plantas y simbiosis en el laboratorio de Frederick M. Ausubel, en la Universidad de Harvard.

## Carrera e investigación
Long se incorporó al cuerpo docente de la Universidad de Stanford en 1982 como profesora asistente, ascendiendo a profesora asociada en 1987 y a profesora titular en 1992. De 1994 a 2001 fue también investigadora del Instituto Médico Howard Hughes. Actualmente ocupa la cátedra Steere-Pfizer de Ciencias Biológicas en Stanford.
De 1993 a 1996, formó parte del Comité de Enseñanza Científica de Grado del Consejo Nacional de Investigación.De 2001 a 2007 fue Decana de Humanidades y Ciencias de la Universidad de Stanford.
En septiembre de 2008 fue señalada como una de los 5 asesores científicos del candidato presidencial demócrata Barack Obama. En 2011, fue nombrada miembro del Comité Presidencial de la Medalla Nacional de la Ciencia por el presidente Obama.
Long identificó y clonó genes que permiten a las bacterias encontrar y entrar en determinadas plantas en las que viven simbióticamente. Ha examinado las interacciones de las bacterias Rhizobium con leguminosas como la alfalfa, la soja y los guisantes, en las que potencian la producción de nitrógeno. Ha modificado genéticamente las bacterias para hacerlas más eficaces a la hora de penetrar en las plantas huésped y producir nitrógeno. Estas iniciativas pueden permitir a los agricultores reducir el uso de fertilizantes nitrogenados y la escorrentía de fertilizantes en los suministros locales de agua.
Su investigación actual utiliza técnicas moleculares, genéticas y bioquímicas para estudiar las primeras etapas de la simbiosis entre Sinorhizobium meliloti y sus plantas huésped del género Medicago. Las células de Rhizobium reconocen y forman nódulos en sus plantas huésped. Su grupo descubrió que una flavona (luteolina) derivada de extractos de semillas de alfalfa es necesaria para la activación de genes de nodulación (nod ABC) en Sinorhizobium meliloti. Demostraron que algunos genes nod codifican enzimas que sintetizan el Factor Nod. Descubrieron que las células ciliadas de las raíces de las plantas muestran rápidos cambios iónicos, incluidos picos de calcio, en respuesta a Factores Nod específicos. Junto con otros colegas, han identificado genes vegetales para la simbiosis y los han correlacionado con fases específicas del desarrollo de los nódulos.

### Publicaciones seleccionadas
- Peters, NK; Frost, JW; Long, SR (29 de agosto de 1986). «A plant flavone, luteolin, induces expression of Rhizobium meliloti nodulation genes». Science 233 (4767): 977-80. Bibcode:1986Sci...233..977P. PMID 3738520. doi:10.1126/science.3738520.
- Long, SR (27 de enero de 1989). «Rhizobium-legume nodulation: life together in the underground». Cell 56 (2): 203-14. PMID 2643474. doi:10.1016/0092-8674(89)90893-3.
- Schwedock, J; Long, SR (13 de diciembre de 1990). «ATP sulphurylase activity of the nodP and nodQ gene products of Rhizobium meliloti». Nature 348 (6302): 644-7. Bibcode:1990Natur.348..644S. PMID 2250719. doi:10.1038/348644a0.

### Premios y distinciones
- 1984-1989, Premio Presidencial Joven Investigador, Fundación Nacional de Ciencias[11]
- 1985, Premio de la Fundación de Investigación Shell
- 1989, Premio Charles Albert Shull, Sociedad Estadounidense de Fisiología Vegetal[25]
- 1992-1997, Beca de la Fundación MacArthur[4][11]
- 1993, miembro de la Academia Nacional de Ciencias[5]
- 1994, miembro de la Academia Estadounidense de Artes y Ciencias
- 2000, miembro, Sociedad Filosófica Estadounidense[26]
- 2002, Medalla Wilbur Cross en Biología, Escuela de Graduados en Artes y Ciencias de Yale (máximo honor para exalumnos)[27]
- 2007, miembro de la Sociedad Estadounidense de Biólogos Vegetales[28]
- Premio Selman A. Waksman 2019 en Microbiología[29]
- Reconocida como miembro pionero de la Sociedad Estadounidense de Biólogos Vegetales.[30]